# Andrea Dennis
Andrea Dennis (ur. 3 stycznia 1982 w Oksfordzie) – brytyjska wioślarka.

## Osiągnięcia
- Mistrzostwa Europy – Ateny 2008 – dwójka podwójna wagi lekkiej – 4. miejsce[1].
- Mistrzostwa Świata – Poznań 2009 – czwórka podwójna wagi lekkiej – 2. miejsce[1].
- Mistrzostwa Świata – Bled 2011 – czwórka podwójna wagi lekkiej – 1. miejsce[1]